# 新開輝夫
新開 輝夫 (しんかい てるお、1953年 <昭和28年> 11月14日 - ) は、日本の地方公務員。名古屋市副市長、名古屋競馬取締役、名古屋高速道路公社理事長を歴任。瑞宝小綬章受章。

## 人物・経歴
1978年 名古屋市役所採用、総務局、市民局、2001年 (平成13年) 総務局人事課長、2004年 緑政土木局参事、2008年 港区長、2010年 市長室長、2012年 市民経済局長、2013年から4年間副市長。2014年6月 名古屋競馬取締役。名古屋高速道路公社理事長。リニア中央新幹線の開業予定を見越し、新洲崎や栄の出入り口設置計画などに取り組んだ。一般財団法人名古屋高速道路協会理事長、中部圏地域創造ファンド評議員。

## 栄典
2025年、春の叙勲で地方自治功労により瑞宝小綬章を受章。